# 絕對視界線
在廣義相對論中，絕對視界線（英語：Absolute horizon）是一種時空的界線，完全隔絕因果關係，也就是說在絕對視界線的一端發生的事絕對不會影響絕對視界線的另一端的事，而且任何事物穿越絕對視界線就無法回來。在宇宙中，絕對視界線存在的例子大概就只有黑洞了，對其來說，絕對視界線就是黑洞的邊緣也可以說是事件視界，但其實絕對視界線只是事件視界的一種。